# 八幡・山王堰
八幡・山王堰（はちまん・さんのうせぎ）は、長野県長野市を流れる用水路体系の総称。

## 解説
善光寺平の犀川左岸を広範に潤し、開削は最も古いもので中世に遡る。
善光寺平土地改良区の管轄下にあり、各用水組合が実質的な維持管理を行う。
昭和初期までは取水口を同じくし利害関係が一致したため、近世には各村による連合的な管理組合が成立しており、また歴史的経緯により八幡堰と山王堰の2系統に分類される。

## 分水路
膨大な量に及ぶため主要な用水のみを挙げる。

### 八幡堰
- 八幡山王堰 - 妻科の鐘鋳分水工で裾花幹線導水路より分水し、長野県庁舎付近の大口分水工まで。
- 八幡堰 (八幡川) - 大口分水工から信濃毎日新聞社本社裏手の南北八幡堰分水工まで。
- 北八幡堰 (北八幡川) - 南北八幡堰分水工から柳原の柳原排水機場まで。八幡堰の幹線で受益面積は裾花水系168.39ha、犀川水系337.73ha (平成10年時点) と最大である。
- 南八幡堰 (南八幡川) - 南北八幡堰分水工から布野排水機場で千曲川に排水する。
- 六ヶ郷用水（三条堰、三重堰）- 高田の守田迺神社南東、三条 (三重) 分水で北八幡堰から分水し、朝陽で小島用水に排水する。
- 小島用水（白山堰）- 柳原で北八幡堰から分水し、古里で長沼用水に排水する。
- 長沼用水 (長沼養水) - 柳原地区で北八幡堰から分水し、長沼排水機場で浅川に排水する。
- 荒堰 - 柳原地区で長沼用水から分水し、長沼排水機場で浅川に排水する。

### 山王堰
- 漆田川 - 大口分水工から分水し、栗田で四ヶ郷用水に排水する。
- 計渇川 - 大口分水工から分水し、栗田地区で四ヶ郷用水に排水する。
- 宮川 - 漆田川から分水し、四ヶ郷用水に排水する。
- 古川 - 計渇川から分水し、朝陽地区で南八幡堰に排水する。
- 南俣堰 - 古川から分水し、古川に排水する。

## 歴史
八幡堰流域には芹田郷・尾張郷・古野郷・大田郷が存在し、平安初期に遡る条里的遺構が認められている。これら条里水田の開発に伴って、当時南東に流れていた裾花川末流や浅川水系の水沢を改良し、灌漑に用いたのが八幡堰系の用水路の初めと考えられている。
平安時代後期には市村高田荘・太田荘・今溝荘・千田荘・東条荘などの荘園が開発が進み、それに伴って水利施設の整備が進められた。鎌倉・室町時代にかけて現在の長沼・朝陽・柳原・古里地区周辺にあたる太田荘を支配した長沼島津氏によって北八幡堰の整備・開発が進められた。六ヶ郷用水の流域は周囲に比べて低地のため開発が遅れていたが、鎌倉時代の和田氏と、その所領を引き継いだ高梨氏によって、六ヶ郷用水を中心とした水田の開発が室町時代までに進められた。また同時期に栗田地区周辺を領有した栗田氏は、裾花川支流を利用して山王堰を開発した。戦国時代においても武田氏による整備が進んだと思われているが史料がなく判然としない。
近世初頭には裾花川が松代城代花井吉成・吉雄父子の事業により南下するよう変更され、八幡・山王堰も取水口や幹線用水の改修が行われ、現在の形に整ったと考えられている。江戸時代に八幡・山王堰に関係した村々は35ヶ村、安永9年の灌漑範囲は1万1130石に及んだ。35ヶ村は長沼上町・栗田町・六地蔵村・内町・津野村（長沼）・富竹村・金箱村（古里）の「長沼組合」、栗田村・千田村・荒木村・市村（芹田）・問御所村（鶴賀）・中御所村（中御所）・妻科村（妻科）の「栗田組合」、里村山村・中俣村・布野村・小島村（柳原）・石渡村・北堀村・南堀村・北長池村・北尾張部村（朝陽）・南長池村・東和田村・西和田村・西尾張部村・上高田村・下高田村・北高田村（古牧）・風間村（大豆島）・南俣村・七瀬村（芹田）の「簗手取組合」で構成されており、「川北三五ヶ村」と呼ばれた。八幡・山王堰全体のことは、長沼村（長沼組合）を触元とし、里村山村を通して全村に通達された。これは長沼島津氏が北八幡川堰の開発に大きく寄与した名残だと考えられている。架橋や修築など八幡・山王堰に関わることは全て長沼組合の承諾を必要とし、強い権力を持っていた。山王堰の触元は栗田村だった。松代藩支配下では道橋奉行の支配を受けたが、支配地域内の他の用水とは異なり堰守は道橋奉行の指定によらず、組合内での選出あるいは世襲によった。堰守を頂点とした各村の用水惣代が出席する村々寄合での決議と慣例に従って運営された。このほかにも六ヶ郷用水や南八幡堰など特に複数の村にまたがる用水には用水組合が置かれた。これら用水組合は現在も用水の維持管理にあたっている。
現在の長野県庁舎西方に簗手 (やなて) を組んだ堰を築いて取水した。渇水期には栗田組合が上流にある鐘鋳堰の簗手を破壊（かない落とし）し、明六つから暮六つにかけて取水する慣例だった。
明治以降、裾花川のみでは水量に限界があるとして、大正10年 (1921年) 頃には地域内の水源や犀川水利の研究が進められていた。大正13年、大旱魃により裾花川の水量が低下して鐘鋳堰組合側との水争いが発生し、裾花川水利の改善の必要性は明白となった。両用水組合の対立は昭和5年 (1930年) 12月の八幡堰対鐘鋳堰用水訴訟事件和解協定の締約まで続いた。昭和3年、善光寺平の農業用水の根本的な改良を目的とした善光寺平農業水利改良期成同盟会が設置され、昭和5年に善光寺平耕地整理組合（昭和26年から土地改良区法の施行に伴い善光寺平土地改良区に改称。）に改称し、同組合により善光寺平土地改良事業が昭和7年から同11年まで行われた。この結果、八幡・山王堰は鉄筋コンクリート製の裾花頭首工から取水した裾花幹線の水と犀川幹線からの犀川の水を利用できるようになり、安定した水量を保てるようになった。
戦後、八幡・山王堰末流の排水改善を目的として昭和38年から昭和45年までに国営長野平農業水利改良事業が行われ、4カ所の排水機場と6本の幹線排水路のほか、並行して進められた県営事業により幹線排水路に接続する排水路が設置された。